# Jochaj Benkler

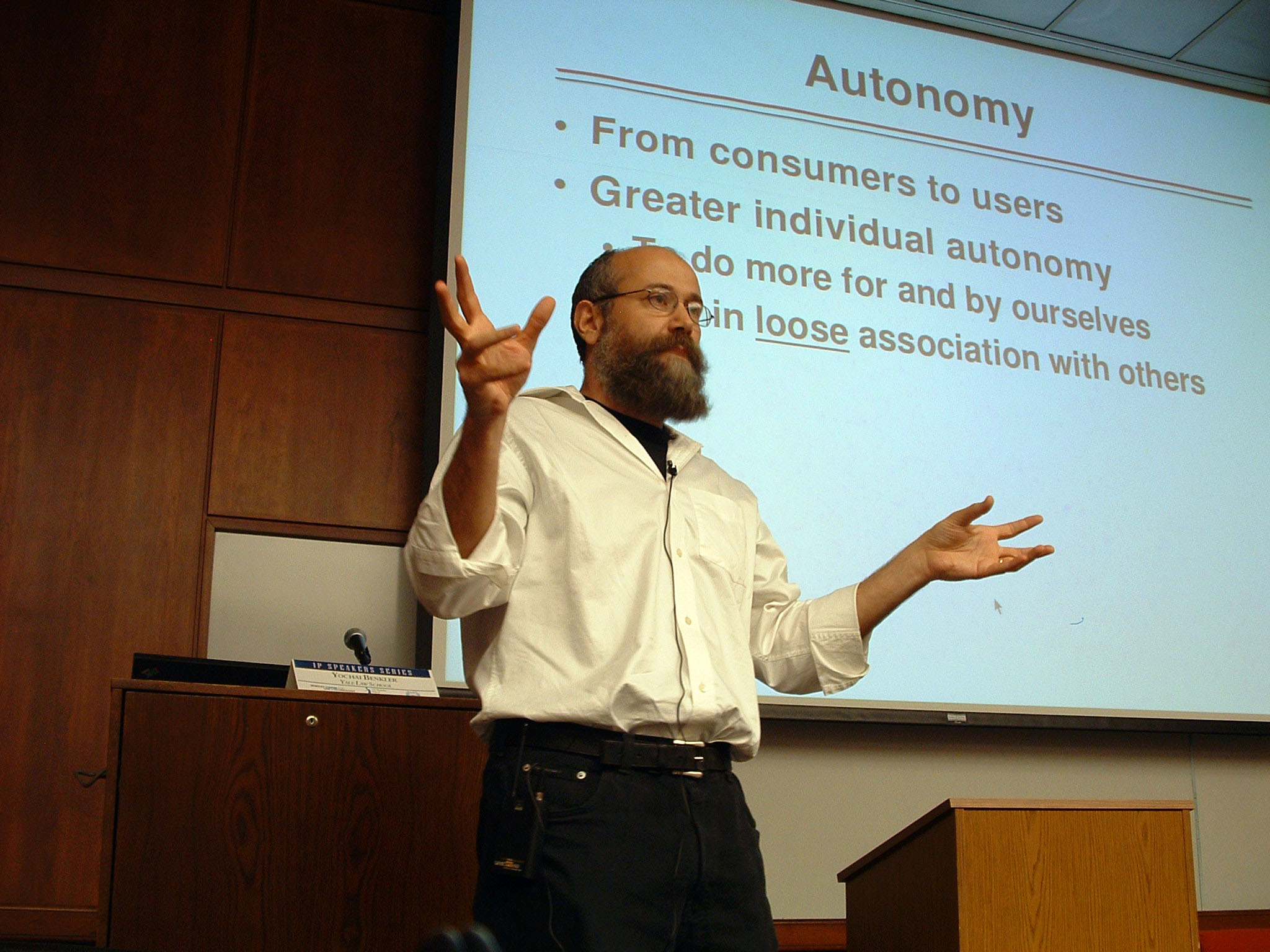
Jochaj Benkler na UC Berkeley School of law w 2006

Jochaj Benkler, Yochai Benkler (hebr.) יוחאי בנקלר (ur. 1964 w Giwatajim) – izraelsko-amerykański profesor prawa, dyrektor Berkman Center for Internet & Society na Uniwersytecie Harvarda.

## Życiorys
W 1984 Benkler był skarbnikiem w kibucu Shizafon. Uzyskał licencjat z prawa na Uniwersytecie Telawiwskim w 1991 i magisterium z prawa na Uniwersytecie Harvarda w 1994. Pracował w kancelarii Ropes&Gray w latach 1994–1995.
Był profesorem prawa na Uniwersytecie Nowojorskim w latach 1996–2003, a także profesorem wizytującym na Uniwersytecie Yale oraz Uniwersytecie Harvarda w latach 2002–2003, zanim został zatrudniony na Yale w 2003. W 2007 przeszedł na Harvard. W 2011 otrzymał nagrodę dla „wizjonerów zmian społecznych” od Fundacji Forda.

## Praca naukowa
Zainteresowania badawcze Benklera koncentrują się na zarządzaniu dobrami wspólnymi w środowisku sieciowym. Benkler argumentuje, że kultura w środowisku ekonomicznym, w którym innowacje są wolne od ograniczeń prawa autorskiego i ochrony własności intelektualnej i przemysłowej, rozwija się lepiej i skuteczniej ekonomicznie.
Benkler popiera WikiLeaks, określając je jako świetny przykład nietradycyjnej roli mediów sprawującego kontrolę społeczną, którą porzuciły zwykłe media.
W 2011 Benkler był głównym gościnnym referentem na Wikimanii w Hajfie w Izraelu.